# Томики, Кэндзи
Кэндзи Томики (яп. 富木 謙治 Томики Кэндзи, 15 марта 1900, Какунодатэ, префектура Акита, Япония, — 25 декабря 1979) — известный мастер айкидо и дзюдо, основатель стиля Сёдокан айкидо (Томики-рю).
Кэндзи Томики родился 15 марта 1900 году в семье землевладельцев в Какунодатэ. Его таланты начали проявляться уже в раннем возрасте. Когда ему исполнилось 6 лет он начал обучение японскому фехтованию. В возрасте 10 лет, его отдали в местную начальную школу, где Кэндзи Томики вступил в клуб дзюдо. В 1913 году Томики переходит в среднюю школу города Йокоте, префектуры Акита, где также активно принимает участие в местном клубе дзюдо. По окончании школы был награждён призами за учебные и спортивные достижения. В 1919 году Кэндзи Томики получает первый дан дзюдо.
После окончания школы, Томики отправился в Токио, чтобы подготовиться к вступительным экзаменам в университет Васэда. Но тяжелая болезнь приковала его к постели на три года. После нескольких лет, в 1924 году, Кэндзи Томики удается поступить в университет Васэда, где он изучает политическую экономику. Там же он вступает в местный клуб дзюдо где вскоре получает 4-й дан. Также Кэндзи Томики становиться секретарем студенческой ассоциации дзюдо в Токио. Именно в этот период он знакомиться с основателем дзюдо — Дзигоро Кано. Идеи Дзигоро Кано оказали большое влияние на молодого Кэндзи Томики, в особенности взгляд на дюздо как на средство самосовершенствования и физического воспитания. Томики позже расширил эту философию и применил её в своем уникальном пути в айкидо.
В 1926 году начал заниматься айкидо под руководством Морихэя Уэсибы. Кэндзи Томики познакомился с учением Морихея Уэсибы, благодаря своему другу по клубу Хидетаро Нисимура (Hidetaro Nishimura). В то время Уэсиба называл свою борьбу айкибудо (впоследствии названной айкидо).
В 1927 году, после окончания университета, Кэндзи Томики поступает в аспирантуру. В том же году, Томики проводит месяц активных тренировок в штаб квартире Омото-кё, близ Киото. После переезда Морихея Уэсибы в Токио, Кэндзи Томики становиться его ближайшим учеником, часто выступает в качестве уке в показательных выступлениях О-сэнсея. В то же время, не переставал заниматься в Кодокан дзюдо и в 1928 году Кэндзи Томики получил 5-й (высший на тот момент) дан Кодокан дзюдо. После окончания обучения, Кэндзи Томики был нанят электрической компанией в городе Сендай. В то же время, в 1929 году, участвовал в престижном Императорском турнире боевых искусств, представляя префектуру Мияги и вошёл в 12 лучших представителей дзюдо.
После тяжелой травмы, в 1931 году вернулся в свой родной город Какунодатэ, где стал младшим учителем в старшей школе. С период 1931—1934 гг., каждые летние и зимние каникулы посещал школу Морихея Уэсибы в Токио. В 1934 году Томики оставляет свою преподавательскую деятельность и переезжает в Токио, в рамках подготовки похода О-сэнсея в Маньчжурию. Какое-то время он снимает квартиру недалеко от Кобукан додзё Морихея Уэсибы, где был одним из старших инструкторов. Также сыграл не маловажную роль в подготовке рукописи о техниках О-сэнсея под названием Будо-рэнсю.
1936 год — Кэндзи Томики, вместе с О-сэнсеем, переезжают в Маньчжоу-Го. Там он занимается преподавательской деятельностью в университете Дайдо (Daido Institute), параллельно преподавая айкибудо в армии. В 1938 году стал доцентом в университете Кенкоку (Kenkoku University) в Маньчжурии, где, в рамках учебной программы, преподавал айкибудо и читал лекции о будо. Во многом благодаря усилиям Кэндзи Томики, концепция Айки станет обязательным предметом изучения для студентов дзюдо и кэндо.
В 1940 году Морихей Уэсиба перенимает систему рангов в айкидо. Кэндзи Томики стал первым, кому был присвоен 8-й дан айкидо (11 февраля 1940 года).
После окончания Второй мировой войны, Кэндзи Томики оказался в интернированном лагере в Сибири, вместе с тысячами других японцев. Там он продолжал развитие своих теорий и разработал серию упражнений, которые также служили в качестве средства поддержания своего здоровья в сложных условиях. В конце 1948 году Кэндзи Томики был освобожден и вернулся в Японию.
В 1954 году Томики стал профессором в своем родном университете Васэда, где занялся физическим воспитанием студентов. Преподавал там дзюдо и айкидо, где впервые начинает озвучивать свои идеи по внедрению соревнований в новое боевое искусство, что вызывало неприятие у многих айкидок тех лет. С 1951 года он стал руководителем Клуба дзюдо университета, но продолжал изучать техники айкидо. В 1950-е годы он иногда проводил занятия в Айкикай и был членом неформальной группы старших учеников Морихея Уэсибы, которые занимались пропагандой айкидо в первые годы после войны. Его разрыв с Айкикай произошёл в 1958 году, когда он по просьбе руководства университета Васэда внедрил в айкидо соревновательную систему. В том же, 1958 году, Кэндзи Томики основал в университете Васэда клуб айкидо, на основе которого, в 1967 году, был основано Сёдокан Додзё (Shodokan). Сёдокан был основан исключительно для научных исследований айкидо. Приложив не мало сил в развитии дзюдо и айкидо в университете, опубликовав книгу «Физическое воспитание и Будо», Кэндзи Томики покидает университет и полностью посвящает себя развитию айкидо. В 1970 году стал председателем на первом все японском турнире по айкидо. Были заложены основы спортивного аспекта в айкидо и формирование стиля, впоследствии названного Томики-айкидо.
В 1971 году ему был присвоен 8-й дан дзюдо. Является создателем ката дзюдо Кодокан госиндзюцу (ката самозащиты школы Кодокан).
В 1974 году основана Японская Ассоциация Айкидо (Japan Aikido Association), первым президентом которой стал Кэндзи Томики.
В 1975 году Кэндзи Томики был избран вице-президентом Будо сообщества Японии (Budo Society of Japan).
Кэндзи Томики скончался от рака 25 декабря 1979 в возрасте 79 лет.